# Вичай Шривадханапрабха
Вичай Шривадханапрабха (на тайски: วิชัย ศรีวัฒนประภา) е тайландски бизнесмен и спортен функциовер.
Той е основател, собственик и председател на компанията King Power Duty Free. Собственик и ръководител е на 2 футболни клуба – в Англия и Белгия, и на клуб по поло в Тайланд, както и играч на поло.
Собственик на известния футболен клуб Лестър Сити от 2010 г. до смъртта му при катастрофа с хеликоптер през 2018 г.

## Бизнес
Шривадханапрабха е основател и главен изпълнителен директор на King Power Duty Free, оператор на безмитни магазини. През декември 2009 г. компанията получава покана от краля на Тайланд на церемония, на която присъства Шривадханапрабха. Той е класиран от списание Форбс като 7-и най-богат човек в Тайланд, като според сведенията, състоянието му е на стойност 3,3 милиарда щатски долара.
През август 2010 г. консорциумът „Азиатски футболни инвестиции“, включващ Шривадханапрабха и сина му Аяват, закупува отбора от Премиършип Лестър Сити. Той наследява Милан Мандарич, като президент на клуба през февруари 2011 г., а Аяват става заместник-председател. През юли 2011 г. стадиона на клуба – Walkers Stadium се преименува на King Power Stadium.
Лестър Сити печели титлата от сезон 2015/16 в Премиършип. Малко преди началото на 2016/17, Шривадханапрабха награждава 19 играчи от отбора с по един автомобил BMW i8 – всеки на стойност 100 000 паунда, като подарък за спечелената титла.
През май 2017 г. Шривадханапрабха купува втория си футболен клуб – Ауд Хеверле Льовен в Белгия.

## Личен живот
Вичай Шривадханапрабха е роден в семейство на тайландски китайци. Женен е за Аймон Шривадханапрабха, с която има 4 деца: Ворамас, Апишет, Аронорунго и Айват. През 2012 г. кралят на Тайланд Пхумипхон Адунядет, награждава семейство Шривадханапрабха, което означава „светлина на прогресивната слава“. През 2016 г. Шривадханапрабха получава почетна докторска степен като доктор по право от университета в Лестър.
В свободното си време Вичай е запален играч на поло и е собственик на VR Polo Club в Банкок. Той е президент на клуб „Хем Поло“ в Лондон от 2008 г. до 2012 г.
Шривадханапрабха вярва, че успехът или провалът на Лестър Сити е зависим от карма и за това се стреми да изгражда будистки храмове и да подкрепя будистки монаси, за да натрупа добра карма. Вичай има добри отношения с монасите, които често са благославяли играчите на Лестър, или в Англия, или в дома на монасите в Тайланд. Монасите, които пътуват до Англия, за да видят играчите на отбора, се превръщат в честа гледка. През 2015 г. Аяват става ръкоположен като будистки монах в продължение на един месец.

## Смърт
На 27 октомври 2018 г. хеликоптерът AgustaWestland AW169 на Шривадханапрабха се разбива отвън стадион King Power, малко след като излита от терена. Очевидци описват, че хеликоптера се е въртял преди да падне. На следващия ден е потвърдено, че Вичай Шривадханапрабха, заедно с останалите трима пътници и пилота са загинали при катастрофата. Множество цветя и шалчета са положени пред стадиона от играчи, заедно с фенове на Лестър Сити и други футболни клубове. Според тайландските погребални обичаи, погребението на Вичай Шривадханапрабха е насрочено да бъде 8 дни, започвайки на 3 ноември 2018 г.